# Hitachi Construction Machinery Europe NV

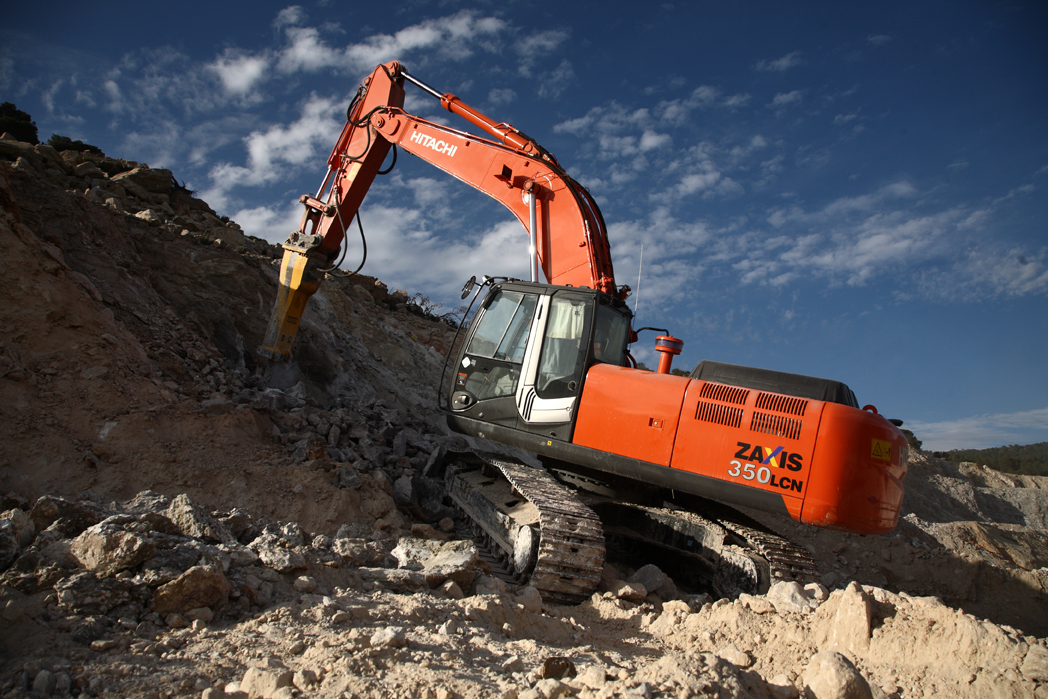
ZX350LCN-3-Photo28-lo

Hitachi Construction Machinery (Europe) NV (HCME) è un'affiliata di Hitachi Construction Machinery Co., Ltd. (HCM), costituita nel 1972 ad Oosterhout, Paesi Bassi, ed è responsabile per la produzione, la vendita e la commercializzazione delle macchine movimento terra Hitachi in Europa, Africa e in Medio Oriente.

## L'azienda
Per soddisfare la domanda di escavatori di formato mini e medio in Europa, Hitachi Construction Machinery (Europe) NV (HCME) ha due stabilimenti in Olanda, il più grande ad Amsterdam, presso
la sede dell'azienda, e il più piccolo a circa 100 km di distanza, ad Oosterhout.
Ad Oosterhout si producono i mini escavatori da una a sei tonnellate, mentre lo stabilimento di Amsterdam assembla gli escavatori medi, fino a 48 tonnellate. Entrambi i siti dispongono di linee di assemblaggio e impianti di uguale efficienza, che hanno tenuto il passo con la costante
espansione della quota di mercato del marchio.
Dal 1988, circa 21.000 mini escavatori hanno lasciato la linea produttiva di Oosterhout e ad Amsterdam sono stati assemblati più di 25.000 escavatori gommati e cingolati di medie dimensioni dall'inizio della produzione nel 2003.

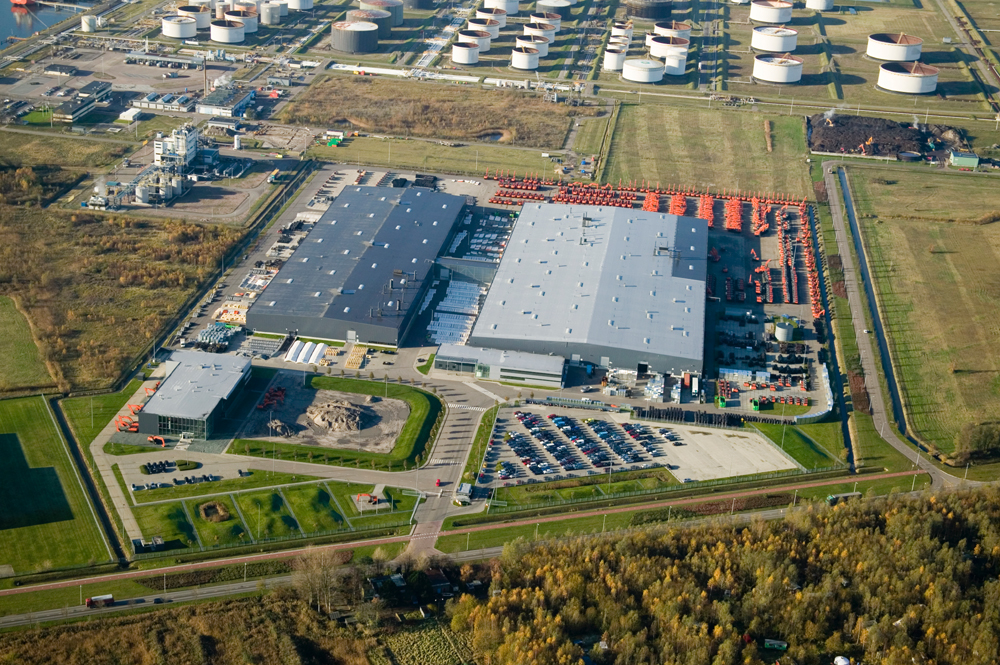
HCME facilities in Amsterdam

Anticipando la crescente domanda di escavatori Hitachi di medie dimensioni in Europa, alla fine del 2006 è stato ultimato un piano d'investimento da € 20 milioni per la costruzione di uno
stabilimento di produzione di 19.600 m² a fianco della struttura esistente di HCME ad Amsterdam, la quale ha assunto la funzione di area di assemblaggio.
In questo stabilimento Hitachi ha una capacità produttiva di 6.000 escavatori medi l'anno. Gli escavatori cingolati, dallo ZX110-3 allo ZX470-3, e i modelli gommati, dallo ZX140 W-3 allo ZX210 W-3, possono essere equipaggiati con una vasta serie di accessori opzionali.
Gli stabilimenti Hitachi in Giappone forniscono le macchine più grandi e speciali. I dumper e gli escavatori della serie EX destinati al settore estrattivo sono realizzati nello stabilimento di Hitachinaka Port e inviati al luogo di destinazione per l'assemblaggio.
Anche i modelli di base per applicazioni speciali, a sbraccio lungo, per demolizioni e movimentazione materiali, sono consegnati dalla fabbrica principale di Hitachi Construction Machinery Co., Ltd. a Tsuchiura allo stabilimento per applicazioni speciali di Oosterhout, dove
avviene l'assemblaggio dei bracci e sono apportate le modifiche sulla base dei capitolati del cliente.